# Пракасам
Пракасам (телугу ప్రకాశం జిల్లా; англ. Prakasam) — округ на востоке индийского штата Андхра-Прадеш. Образован 2 февраля 1970 года из частей территорий округов Гунтур, Неллуру и Карнул. Административный центр — город Онголе. Площадь округа — 17 626 км².
По данным всеиндийской переписи 2001 года население округа составляло 3 059 423 человека.

## Образование
Уровень грамотности взрослого населения составлял 57,4 %, что немного ниже среднеиндийского уровня (59,5 %). Доля городского населения составляла 15,3 %.